# Oliarus velox
Oliarus velox är en insektsart som beskrevs av Matsumura 1914. Oliarus velox ingår i släktet Oliarus och familjen kilstritar. Inga underarter finns listade i Catalogue of Life.